# Hopetounia pudica
Hopetounia pudica är en fjärilsart som beskrevs av Oswald Beltram Lower 1903. Hopetounia pudica ingår i släktet Hopetounia och familjen nattflyn. Inga underarter finns listade i Catalogue of Life.